# 秋长街道
秋长街道是中华人民共和国广东省惠州市惠阳区下辖的一个街道办事处，舊時稱秋溪，由原秋溪乡、长兴乡合并而成，并由秋溪和长兴两地名称各取一字而得名。秋长是著名革命家军事家叶挺的故乡，著名侨乡，具有悠久客家文化史，多个村落保留客家围屋比较完整。

## 历史
明清朝代属上下淮社（都）。清同治九年（1870年）属圣堂约堡。
民国20-36年（1931年-1947年）属第二区。
1950年属淡水区（三区）。1951年11月，属第五区。1957年12月称秋长乡。1958年10月属新圩公社。1962年4月属淡水区秋溪公社和长兴公社。1963年2月属淡水公社。1966年3月从淡水公社分出秋长公社。1984年1月称秋长区。1987年4月设置秋长镇。
1994年，全镇辖维布、高岭、新塘、西湖、白石、岭湖、茶园、周田、官山、双田、铁门扇、象岭、莲塘面13个管理区和1个居民委员会、57个村民委员会。
2003年3月广东省调整惠州市行政区划，惠阳撤市设区，秋长为惠阳区辖下一个镇。2006年6月惠州市调整部分镇行政区划，2006年4月28日秋长镇举行撤镇设街道办事处挂牌仪式。
街道办事处所在地为棚下岭。

## 地理位置
秋长位于惠阳区南部大亚湾畔，总面积为126平方公里。东南距惠州港14公里，北距惠城区35公里，南与深圳龙岗区接壤，西与新圩相邻，临近东莞市，与惠阳区政府所在地淡水相连。

### 自然条件
秋长地势东北高，中部西南低，山岭连绵，有小块平地，属丘陵地带。地处亚热带季风气候区，阳光充足，雨量充沛，气候温和。由淡水河由南向北环绕，境内有白石河、维布河、茶元河、象岭河等多条河流，并有正径水库，鸡心石水库等13山塘水库。

## 行政区划
秋长街道下辖以下地区：
秋长社区、维布村、高岭村、新塘村、西湖村、白石村、岭湖村、茶园村、官山村、周田村和双田村。

## 姓氏
秋长的大姓有叶、李、赖、曾、吴等，均为汉族，讲客家话。

### 名人
- 叶挺
- 叶亚来

## 文化教育
清朝乾隆五十年（1785年）建有挺秀书院（即今象山中学，1994年9月停办），是当时县内以书院代替儒学的几间书院之一。秋长现有中学1所，即秋长中学(被易名叶挺中学)。2018年5月6日惠阳叶挺中学喜迎60周年校庆，場面巨大。

## 旅游

### 公共汽车
- 2路 西区上杨---秋长白石（西区上杨、金叶酒店、好宜多、立交桥、排坊、秋长、将田、秋长白石）
- 4路 立交桥---秋长维布（立交桥、南门大街、秩桥、排坊、秋长、秋长维布）
- 5路 人民医院住院部---秋长西湖（人民医院、南三东路、好宜多、立交桥、区政府、土湖工业区、香港城、秋长西湖）

### 饮食
酿豆腐、家下白切鸡、客家娘酒、酥丸、秋长狗肉等。

### 文物古蹟
叶挺故居、廖似光故居、惠（阳）宝(安)人民抗日游击总队旧址、路东农民抗敌同志总会旧址。
公王庙、二圣宫、潮音洞、咚鼓石、仙人脚印、红花寨、石嶂寨、乌石寨

### 客家围屋
秋长是粤东地区客家围屋最集中和保存最完好的地区。现存各式客家围龙屋有200多幢，其中规模较大、保存完好、具有较高文化艺术价值的有80多幢，如叶亚来故居、碧滟楼、会龙楼等，其中35幢被列为市级文物保护单位。
1. 故居景群。
以参观名人故居为主，主要有叶挺故居、叶挺祖祠会水楼、周田老围，叶亚来故居—碧滟楼等。
2. 会龙楼景群。
以参观建筑艺术为主，主要有会龙楼、松乔楼、秀林楼、嗣前新居等。
3. 铁门扇景群。
以规模宏大的客家民居为主，主要有桂林新居、黄竹沥老屋、石苟屋、铁门扇等。
4. 挺秀书院景群。
以展示客家民俗为主，主要有挺秀书院、秀水楼、牛朗楼、毅诒楼等。

## 中国传统村落
2013年8月，茶园村、周田村被评为第二批中国传统村落。

## 大型建设项目
- 东方新城
- 半岛1号
- 德威花园城
- 金辉优步花园
- 融创